# 周泰
周 泰（しゅう たい）は、中国後漢末から三国時代の武将。呉に仕えた。字は幼平。揚州九江郡下蔡県の人。子は周邵・周承。兄が数名いる。

## 生涯
蔣欽とともに孫策に仕え、左右となる。建安元年（196年）、孫策が会稽郡に進出すると、別部司馬となった。
孫策の弟の孫権は周泰を気に入り自分の配下に貰い受けた。建安2年（197年）、孫策が六県の山越征伐に赴き、孫権が丹陽の宣城に住んでいる。以前、孫策は江東を平定すると袁胤を駆逐した。袁術は孫策を深く怨み、ひそかに間者を遣わして印綬を丹陽の宗帥である陵陽の祖郎らに与え、山越を煽動して大いに手勢を合せ、共に孫策勢力を攻囲させた（「孫輔伝」）。兵が少なく油断し切っていたところを、山越の反乱軍に急に襲われて命の危険にさらされた。このとき周泰は、人に倍する勇気を持って味方を鼓舞し、全身に12カ所の傷を負いながらも、身を挺して孫権を護りきった。戦後しばらく人事不省な状態に陥ったが、孫策から感謝され、回復後に春穀県長に任命された。
建安4年（199年）、皖城や江夏の攻撃に参加し、帰還中に豫章に立ち寄ったとき、宜春県長に任命された。任地における租税を扶持として与えられる待遇を受けた。
孫権の時代になると、江夏の黄祖討伐で功績を挙げたのを始め、赤壁の戦いで周瑜や程普に随って、曹操の攻撃を防ぎ、南郡の曹仁攻撃にも参加した。
建安22年（217年）、濡須口では攻めてきた曹操軍に対して再度攻撃し、曹操軍を撃退させた。戦いの後、功績により周泰は平虜将軍に昇進し、蔣欽の後を継いで濡須の督となった。孫権が周泰を濡須塢に駐屯させた。この頃、徐盛や朱然といった面々は周泰の指揮下に入っていたが、周泰の下に置かれることを徐盛・朱然の二人共不満に思っていた。孫権は諸将を集めて濡須塢で宴を開き、その席上でいきなり周泰に服を脱がせ、孫権を守るために刻まれた傷の由来を一つ一つ語らせ、最後に「私が今在るのは、君のおかげだ」と言い、涙を流して感謝した。この事があってから、徐盛達は周泰の指揮下に入ることを納得するようになった。孫権は更に周泰に対し御蓋を与えるなど、目に見える厚遇を施した。
孫権が劉備と対立し、その将軍関羽を滅ぼして荊州を手中にすると、さらに蜀漢との戦争に備える様になる。このときに周泰は漢中太守、奮威将軍を任じられ、陵陽侯に封じられた。
夷陵の戦い直後に魏軍が侵入してきたが周泰は動揺せず濡須を堅守した。魏軍は横江を渡り、同時に別働隊が居巣を攻撃した。これを見た周泰が濡須を固守して敵と戦い、魏軍を撃退した。
黄武元年（222年）に亡くなった。
子の周邵が跡を継いだが、黄龍2年（230年）に没し、その弟の周承が爵位を継承している。

## 三国志演義
小説『三国志演義』では蔣欽と共に江賊をしていたとされる。弟に周平（架空人物）がいる。韓当とペアで行動することが多い。
孫堅の遺児が挙兵したのを聞きつけ改心して孫策の陣営に駆けつけ、その後の孫策の江東征服戦の各所で活躍した。宣城で重傷を負ったときは華佗が周泰の傷を治療したことになっている。
赤壁の戦いの緒戦では韓当と共に先陣を務め、韓当とともに元袁紹の部下の張南を斬り、焦触を討ち取っている。赤壁の追撃戦においては、韓当と共に文聘を打ち負かした。南郡の戦いでは、曹洪は韓当との一騎討ちで敗れた後、曹仁は出陣して呉軍を迎撃し、周泰との一騎討ちで敗れ倒れる。劉備が孫夫人との婚礼のために呉を訪れたときは、張昭のすすめで孫権より追撃の任務を蔣欽と共に与えられ、場合によっては夫婦ともども切り捨ててもよいという厳命を受けている。
濡須口の戦いでは、韓当と共に許褚を攻撃し、許褚と一騎討ちをして引き分けて、許褚は辛くも曹操を救い出した。第二回濡須口の戦いでは、孫権は周泰に命じて奇襲を仕掛けて帰ってきた甘寧100人を迎える。曹操は許褚に命じて孫権の大軍を分割させ、曹操軍の張遼・徐晃・龐徳・李典に攻撃されて窮地に追い込まれた孫権をまたもや傷だらけになりながらも救出している。さらに、この時は乱戦の中にいる徐盛も救出に成功している。
関羽の報復として劉備が攻め寄せた夷陵の戦いでは韓当とともに出陣し、劉備本隊と対峙する。韓当麾下の夏恂が張苞に敗北しそうになると、周泰の弟の周平が救援に出たが関興に討ち取られる。後に陸遜が指揮を執るようになると、古参の将の一人として韓当と共に不快感を示し、陸遜に叱責されている。陸遜の計略で呉が大勝すると、敗走する蜀軍を諸将と共に追撃し、周泰は武陵蛮の将で先に甘寧を戦死させていた沙摩柯を一騎討ちで討ち取っている。